# 默伦维拉罗什机场
默伦维拉罗什机场 (法語：Aérodrome de Melun Villaroche) 是一个默伦以北8.5km (4.6NM) 的机场。其位于穆瓦西-克拉马耶勒的东南偏东5 km（3.1 mi）；巴黎东南34 km（21 mi）。

## 设施
机场标高93米（305英尺），有两条硬质跑道：第一条方向10/28；大小1,975乘45（6,480乘148英尺） 。第二条方向01/19；大小1,300乘30（4,265乘98英尺） 。
机场支持通航起降，但没有商业航班。机场配备了VFR和IFR设施。其塔台配备有雷达，为巴黎东北空域和西南的大片空域提供低空空中交通管制。两条跑道可正常使用。南北方向的 01/19 跑道长度短；东西方向的10/28 跑道长度可供喷气式飞机使用。该机场还配备有现代导航设备，设施维护良好，设有大型停机坪和大量机库。
法国航空事故调查处（BEA）在机场设有设施，其中包括机库和保护区，总面积达6,000平方（65,000平方英尺）。它也是国立民用航空学院的教学用场。

## 历史
维拉罗什机场建造于二战时期，最初作为民用机场使用。

### 第二次世界大战
维拉罗什机场在1940 年 6 月的法国战役期间被德国占领，被其用作德国空军的军用机场。
1944 年 8 月 1 日，该机场被美国第八航空队398 轰炸机大队的B-17 飞行堡垒轰炸。

### 美国占领
该机场于 1944 年 9 月 1 日左右在法国北部战役期间被盟军地面部队解放。期间，美国陆军航空军第六工兵司令部第830营、第833工兵航空营以及第 878 空降工兵航空营清除了机场的地雷并摧毁了德国空军的飞机。由于激烈的战斗，机场受到了严重损坏，需要进行维修，其中包括铺设一条新的5,000英尺（1,524米）的沥青跑道。9月15日，经过大约两周的重建，维拉罗什机场成为美国空军第九航空队作战机场，命名为“A-55”。
美国空军第九航空队将第416轰炸机联队部署至该机场，其中包括A-26和A-20浩劫攻击机。1945年2月，随着战斗部队沿着盟军防线和机场向东推进，该机场成为了运输机场和航空服务站。
战后，整个机场都进行了重建。在二十世纪四十年代后期，随着巴黎奥利机场逐渐攘括巴黎地区的大部分民用航班，默伦维拉罗什机场被美国空军用于飞行员训练。
1950至1951年，由于受到苏联的冷战威胁，默伦维拉罗什机场被美国空军租用为北约的运输机场，用于接收进入巴黎地区的人员和货运航班。此外，美国空军还规划和设计了位于巴黎地区的美国空军大型医院。